# 赵惟固
赵惟固（？—983年），字宗幹，本名元扆，北宋宗室，燕懿王赵德昭第三子，宋太祖之孙，生母不详。

## 生平
宋太宗太平兴国四年（979年），父亲赵德昭自刎。太平兴国八年（983年）改名惟固，官拜左千牛卫将军。同年冬天，赵惟固去世。